# RCS J2319+00
RCS J2319+00 (o RCS 231953+00) è un superammasso di galassie situato in direzione della costellazione dei Pesci alla distanza di oltre 7 miliardi di anni luce dalla Terra (lookback time).
È formato da tre ammassi di galassie denominati rispettivamente RCS 231953+0038.0 (z = 0,8972), RCS 231948+0030.1 (z = 0,9024) e RCS 232002+0033.4 (z = 0,9045).